# Пабрадское староство
Пабрадское староство (лит. Pabradės seniūnija) — муниципальное образование (староство) в составе Швенчёнского района Литвы. Административный центр — город Пабраде. Население на 2021 год 6 257 человек.

## География
Находится на востоке страны и в южной части района, на востоке граничит с Белоруссией.
Территория староства составляет 36 514 га (365,1 км²), из которых 17 % занимают земли сельскохозяйственного назначения, 71 % — леса, 12 % — водные и другие территории.
Земли староства относятся к бассейну Жеймяны. Помимо Жеймяны, здесь протекают реки Мяра, Дубинга, Спингла и другие.
На территории муниципального образования находятся озёра Асвяя, Балуошас, Никайис, Голга, Орина, Лаумянай, Пурвинас и другие.

## Населённые пункты
Полный список см. в литовской Википедии
На территории староства расположено 93 населённых пункта. Крупнейшие сёла: Павовере, Каркажишке, Залавас, Мяшкярине, Клочюнай, Падубинге.